# Agrilus deauratus
Agrilus deauratus es una especie de insecto del género Agrilus, familia Buprestidae, orden Coleoptera.
Fue descrita científicamente por Macleay, 1872.